# Rybina (gromada)
Rybina – dawna gromada, czyli najmniejsza jednostka podziału terytorialnego Polskiej Rzeczypospolitej Ludowej w latach 1954–1972.
Gromady, z gromadzkimi radami narodowymi (GRN) jako organami władzy najniższego stopnia na wsi, funkcjonowały od reformy reorganizującej administrację wiejską przeprowadzonej jesienią 1954 do momentu ich zniesienia z dniem 1 stycznia 1973, tym samym wypierając organizację gminną w latach 1954–1972.
Gromadę Rybina z siedzibą GRN w Rybinie utworzono – jako jedną z 8759 gromad na obszarze Polski – w powiecie nowodworsko-gdańskim w woj. gdańskim na mocy uchwały nr 22/III/54 WRN w Gdańsku z dnia 5 października 1954. W skład jednostki weszły obszary dotychczasowych gromad Chorążówka, Głobica i Rybina ze zniesionej gminy Stegna oraz obszary dotychczasowych gromad Stobiec, Tujsk i Chełmek oraz miejscowość Świerznica z dotychczasowej gromady Świerznica ze zniesionej gminy Nowy Dwór Gdański w tymże powiecie. Dla gromady ustalono 23 członków gromadzkiej rady narodowej.
31 lipca 1968 z gromady Rybina wyłączono obszary Państwowych Gospodarstw Rolnych Cyganka i Cyganek, włączając je do nowo utworzonej gromady Nowy Dwór Gdański w tymże powiecie; do gromady Rybina włączono natomiast obszar Państwowego Gospodarstwa Rolnego Grochowo I z gromady Sztutowo tamże.
1 stycznia 1972 gromadę zniesiono, a jej obszar włączono do gromad: Stegna (miejscowości Chełmek, Chorążówka, Głobica, Stobiec i Tujsk oraz tereny z obrębu Rybina o powierzchni 970,80 ha i tereny z obrębu Świerznica o powierzchni 363,95 ha), Sztutowo (tereny z obrębu Rybina o powierzchni 461,58 ha) i Drewnica (tereny z obrębu Świerznica o powierzchni 498,41 ha) w tymże powiecie.